# Randia erythrocarpa
Randia erythrocarpa är en måreväxtart som beskrevs av Carl Karl Wilhelm Leopold Krug och Ignatz Urban. Randia erythrocarpa ingår i släktet Randia och familjen måreväxter. Inga underarter finns listade i Catalogue of Life.